# 京芒草
京芒草（学名：Achnatherum pekinense），为禾本科芨芨草属下的一个植物种。也称京羽茅、远东芨芨草。